# 能斯特熱定律
能斯特熱定律是由瓦爾特·能斯特於20世紀创立之理論，並被運用於發展熱力學第三定律。

## 理論內容
能斯特熱定律表示，當系統趨近於絕對零度時，一化學或物理變化之熵變化量趨近於零。這樣的敘述可以數學式表示之：
{\displaystyle \lim _{T\to 0}\Delta S=0}
若為完美晶體的元素的熵會等於0;完美晶體的元素相關之化合物的熵也會等於0。這些結論源自於熱力學第三定律。

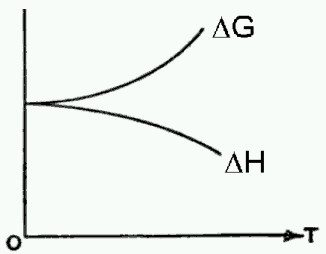
图中示出了低温下能量随温度的变化曲线。G 是吉布斯自由能， H 为焓

## 延伸閱讀
- Denbigh, Kenneth.  3. Cambridge University Press. 1971.- See especially pages 421 – 424

## 外部連結

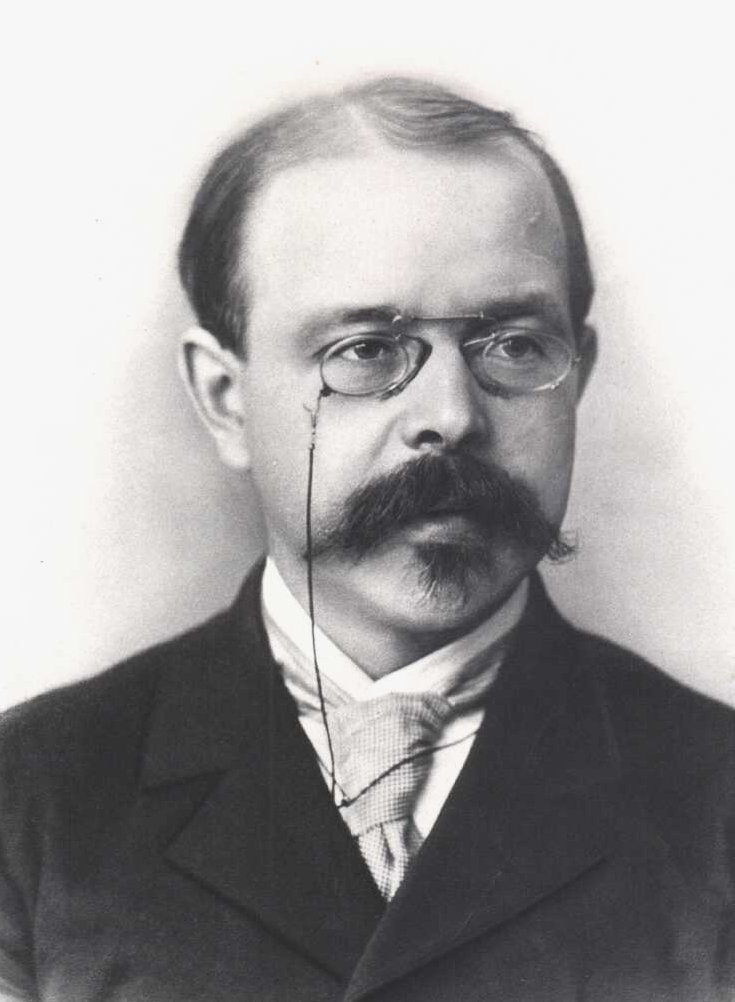
瓦爾特·能斯特

- Nernst heat theorem （页面存档备份，存于）